# Pawieł Mogilewiec
Pawieł Siergiejewicz Mogilewiec (ros. Павел Серге́евич Могилевец, ur. 25 stycznia 1993 w Kingiseppie) – rosyjski piłkarz grający na pozycji ofensywnego pomocnika.

## Kariera klubowa
Swoją karierę piłkarską Mogilewiec rozpoczął w klubie Zenit Petersburg. W 2012 roku awansował do kadry pierwszego zespołu Zenitu. 19 maja 2013 zadebiutował w Priemjer-Lidze w wygranym 3:1 domowym meczu z Wołgą Niżny Nowogród. W 89. minucie tego meczu zmienił Konstantina Zyrianowa. W sezonie 2012/2013 wywalczył z Zenitem wicemistrzostwo kraju. Jesienią 2013 grał w rezerwach Zenitu.
Na początku 2014 roku Mogilewiec został wypożyczony do Rubinu Kazań. Swój ligowy debiut w Rubinie zanotował 9 marca 2014 w przegranym 0:1 wyjazdowym meczu z Anży Machaczkała. W 2015 roku został wypożyczony do FK Rostów.
| Sezon   | Klub               | Kraj  | Rozgrywki       | Mecze | Bramki |
| ------- | ------------------ | ----- | --------------- | ----- | ------ |
| 2012/13 | Zenit Petersburg   | Rosja | Priemjer-Liga   | 2     | 0      |
| 2013/14 | Zenit-2 Petersburg | Rosja | Wtoroj diwizion | 13    | 2      |
| 2013/14 | Rubin Kazań        | Rosja | Priemjer-Liga   | 11    | 2      |
| 2014/15 | Rubin Kazań        | Rosja | Priemjer-Liga   | 5     | 0      |
| 2014/15 | Zenit Petersburg   | Rosja | Priemjer-Liga   | 9     | 0      |
| 2015/16 | FK Rostów          | Rosja | Priemjer-Liga   |       |        |

## Kariera reprezentacyjna
W reprezentacji Rosji Mogilewiec zadebiutował 26 maja 2014 w wygranym 1:0 towarzyskim meczu ze Słowacją, rozegranym w Petersburgu.